# Los Santos (provins)

Provinsens läge i Panama.

Provinsens flagga.

Provinsen Los Santos (Provincia de Los Santos) är en av Panamas 9 provinser.

## Geografi
Los Santos har en yta på cirka 3 805 km² med cirka 88 500 invånare. Befolkningstätheten är 23 invånare/km².
Huvudorten är Las Tablas med cirka 8 000 invånare.

## Förvaltning
Provinsen förvaltas av en Gobernador (guvernör), ISO 3166-2-koden är "PA-07".
Los Santos är underdelad i 7 distritos (distrikt) och 79 corregimientos (division):
- Guararé: 214 km² med

Guararé, El Espinal, El Macano Guararé Arriba, La Enea, La Pasera, Las Trancas, Llano Abajo, El Hato, Perales
- Las Tablas: 712 km² med

Las Tablas, Bajo Corral, Bayano, El Carate, El Cocal, El Manantial, El Muñoz, El Pedregoso, La Laja, La Miel, La Palma, La Tiza, Las Palmitas, Las Tablas Abajo, Nuario, Palmira, Peña Blanca, Río Hondo, San José, San Miguel, Santo Domingo, Sesteadero, Valle Rico, Vallerriquito
- Los Santos: 433 km² med

La Villa de los Santos, El Guásimo, La Colorada, La Espigadilla, Las Cruces, Las Guabas, Los Angeles Los Olivos, Llano Largo, Sabanagrande, Santa Ana, Tres Quebradas, Agua Buena, Villa Lourdes
- Macaracas: 498 km² med

Macaracas, Bahía Honda, Bajos de Güera, Corozal, Chupá, El Cedro, Espino Amarillo, La Mesa, Las Palmas, Llano de Piedra, Mogollón
- Pedasí: 378 km² med

Pedasí, Los Asientos, Mariabé, Purio, Oria Arriba
- Pocrí: 280 km² med

Pocrí, El Cañafístulo, Lajamina, Paraíso, Paritilla
- Tonosí: 1 287 km²  med

Tonosí, Altos de Güera, Cañas, El Bebedero, El Cacao, El Cortezo, Flores, Guánico, La Tronosa, Cambutal